# Golf en los Juegos Mediterráneos de 2009
El torneo de golf en los Juegos Mediterráneos de 2009 se realizó en las instalaciones del Club Maglianico de la ciudad de Pescara (Italia) entre el 29 de junio y el 2 de junio de 2009.

## Resultados

### Masculino
| Evento               | Oro                                                            | Plata                                                           | Bronce                                                  |
| -------------------- | -------------------------------------------------------------- | --------------------------------------------------------------- | ------------------------------------------------------- |
| Individuales (02.07) | Tim Gornik Eslovenia                                           | Filippo Bergamaschi · Italia                                    | Nicoals Peyrichou Francia                               |
| Equipos (02.07)      | Filippo Bergamaschi · Claudio Viganò · Niccolo Ravano · Italia | Mayel Oueld Es Cheikh Nicoals Peyrichou Frédéric Abadie Francia | Gencer Özcan Mustafa Hocaoğlu Hamza Hakan Sayın Turquía |

### Femenino
| Evento               | Oro                                                                             | Plata                                                   | Bronce                                                            |
| -------------------- | ------------------------------------------------------------------------------- | ------------------------------------------------------- | ----------------------------------------------------------------- |
| Individuales (02.07) | Azahara Muñoz Guijarro · España                                                 | Carlota Ciganda Machiñena · España                      | Emilie Alonso Francia                                             |
| Equipos (02.07)      | Azahara Muñoz Guijarro · Inés Díaz Negrete · Carlota Ciganda Machiñena · España | Perrine Delacourt Emilie Alonso Rossana Crepiat Francia | Alessandra De Poli · Giulia Molinaro · Alessandra Averna · Italia |

## Medallero
| Núm. | País    | Oro | Plata | Bronce | Total |
| ---- | ------- | --- | ----- | ------ | ----- |
| 1    | España  | 2   | 1     | 0      | 3     |
| 2    | Italia  | 1   | 1     | 1      | 3     |
| 3    | Francia | 0   | 2     | 2      | 4     |
| 4    | Turquía | 0   | 0     | 1      | 1     |
|      | TOTAL   | 4   | 4     | 4      | 12    |

- Datos: Q1626741